# Французский этап FIA WTCC
Французский этап FIA WTCC — одно из официальных соревнований чемпионата мира среди легковых автомобилей, в последний год своего проведения прошедшая на трассе Paul Ricard во Франции.

## История
Французский приз вошёл в календарь первого сезона чемпионата мира среди легковых автомобилей после возрождения, приехав на трассу в Маньи-Кур. Неверское кольцо приняло два розыгрыша соревнования, а в 2007 году перебралось на городскую трассу в По. Местная трасса отличалась своей узостью и определёнными проблемами с организацией приза, но этап год от года сохранял своё место в календаре и лишь после сезона-2009 был вычеркнут из списка соревнований.
В 2014 году, одновременно с приходом в серию марки Citroen, французское соревнование вернулось в календарь чемпионата мира, приехав на Circuit Paul Ricard.

## Победители прошлых лет
| Сезон | Пилот                      | Конструктор | Трасса      | Статья |
| ----- | -------------------------- | ----------- | ----------- | ------ |
| 2016  | Гонка 1 : Роберт Хафф      | Honda       | Paul Ricard | Отчёт  |
| 2016  | Гонка 2 : Хосе Мария Лопес | Citroën     | Paul Ricard | Отчёт  |
| 2015  | Гонка 1 : Себастьен Лёб    | Citroën     | Paul Ricard | Отчёт  |
| 2015  | Гонка 2 : Хосе Мария Лопес | Citroën     | Paul Ricard | Отчёт  |
| 2014  | Гонка 1 : Иван Мюллер      | Citroën     | Paul Ricard | Отчёт  |
| 2014  | Гонка 2 : Хосе Мария Лопес | Citroën     | Paul Ricard | Отчёт  |
| 2009  | Гонка 1 : Роберт Хафф      | Chevrolet   | По          | Отчёт  |
| 2009  | Гонка 2 : Ален Меню        | Chevrolet   | По          | Отчёт  |
| 2008  | Гонка 1 : Августо Фарфус   | BMW         | По          | Отчёт  |
| 2008  | Гонка 2 : Энди Приоль      | BMW         | По          | Отчёт  |
| 2007  | Гонка 1 : Ален Меню        | Chevrolet   | По          | Отчёт  |
| 2007  | Гонка 2 : Августо Фарфус   | BMW         | По          | Отчёт  |
| 2006  | Гонка 1 : Дирк Мюллер      | BMW         | Маньи-Кур   | Отчёт  |
| 2006  | Гонка 2 : Энди Приоль      | BMW         | Маньи-Кур   | Отчёт  |
| 2005  | Гонка 1 : Йорг Мюллер      | BMW         | Маньи-Кур   | Отчёт  |
| 2005  | Гонка 1 : Йорг Мюллер      | BMW         | Маньи-Кур   | Отчёт  |